# 甘青老鹳草
甘青老鹳草（学名：Geranium pylzowianum）为牻牛儿苗科老鹳草属的植物。分布于尼泊尔以及中国大陆的陕西、云南、西藏、四川、甘肃、青海等地，生长于海拔2,500米至5,000米的地区，常生长在亚高山、山地针叶林缘草地和高山草甸，目前尚未由人工引种栽培。